# Chven
Chven (en georgiano: ჩვენ, lit. 'nosotros') es un partido político en Georgia fundado en 2024 por el activista del movimiento antiocupación, Davit Katsarava.

## Ideología
El partido está centrado en la recuperación de la integridad territorial de Georgia mediante el retorno del control georgiano a Abjasia y Osetia del Sur. El partido incluye a miembros notables como el actor Kaja Goguidze, el abogado Mijéil Ramishvili y el experto militar Akia Barbakadze, entre otros.
El partido cree que el sistema político-administrativo del país debe basarse en el centralismo y, al mismo tiempo, descentralización a nivel local tanto a nivel político como fiscal. El partido se rige por la solidaridad progresista en el campo cultural, económico, jurídico, político y social. El partido apoya la aspiración del estado a una civilización euroatlántica, con plena protección de las garantías de identidad nacional.

## Historia
Davit Katsarava, líder del movimiento antiocupación “La fuerza está en la unidad”, anunció la creación del partido el 12 de agosto de 2024 como alternativa a Sueño Georgiano. Katsarava enfatizó que “Chven” estaba abierto a profesionales y activistas civiles comprometidos con el progreso nacional.
El 14 de mayo de 2022, durante una protesta contra los agentes extranjeros, la policía lo golpeó brutalmente, lo que lo llevó a ser hospitalizado y sometido a una operación quirúrgica A pesar de estas dificultades, la dedicación de Katsarava al lanzamiento de “Chven” refleja un movimiento más amplio hacia la renovación política en Georgia.[12][13][14]
En las protestas en Georgia de 2023 contra la ley de agentes extranjeros, la policía golpeó brutalmente a Davit Katsarava (llegando a ser hospitalizado y operado). El 23 de julio fue condenado por desobedecer las órdenes policiales, que le valió una multa de 2.000 lari y una suspensión de dos años del derecho a portar armas. 
De cara a las elecciones parlamentarias de 2024, Tariel Nakaidze (líder de Regiones para Georgia) afirmó que su partido iría en la lista de Chven.El 7 de octubre de 2024, Katsarava, junto con Akia Barbakadze y Kaja Gogidze, anunciaron su salida del partido debido a diferencias internas en la estrategia, enfoque y por la dinámica preelectoral, aunque anunciaron que "continuaría su lucha por la democracia y los valores occidentales de forma independiente". A esto le siguió un congreso extraordinario del partido, en el que Tariel Nakaidze y Guiorgui Pataridze fueron elegidos copresidentes del partido y Mijéil Ramishvili fue elegido presidente del consejo político.